# Litoral (Automarke)
Litoral war eine brasilianische Automarke.

## Markengeschichte
Luís Ricardo Mello fertigte in seinem Unternehmen in Natal Ende der 1970er Jahre Automobile. Der Markenname lautete Litoral.
Die Marke Radical geht ebenfalls auf Mello zurück.

## Fahrzeuge
Das einzige Modell war ein VW-Buggy. Ein luftgekühlter Vierzylinder-Boxermotor von Volkswagen do Brasil im Heck trieb die Hinterräder an. Die offene Karosserie aus Kunststoff bot Platz für vier Personen. Eckige Scheinwerfer waren in die Fahrzeugfront integriert.